# Chiesa di San Giuliano (Erice)
La chiesa di San Giuliano è uno dei più antichi luoghi di culto cattolici di Erice, dedicato a san Giuliano, cartaginese, martire nel 254 d.C. Fu così importante che il monte Erice fino al 1934 era chiamato monte San Giuliano. Uno dei più antichi luoghi di culto cattolici di Erice, edificato sulla sommità del rilievo più alto del nucleo abitato, aveva giurisdizione territoriale su uno dei quartieri più importanti della città, denominato per l'appunto «Quartiere di San Giuliano».

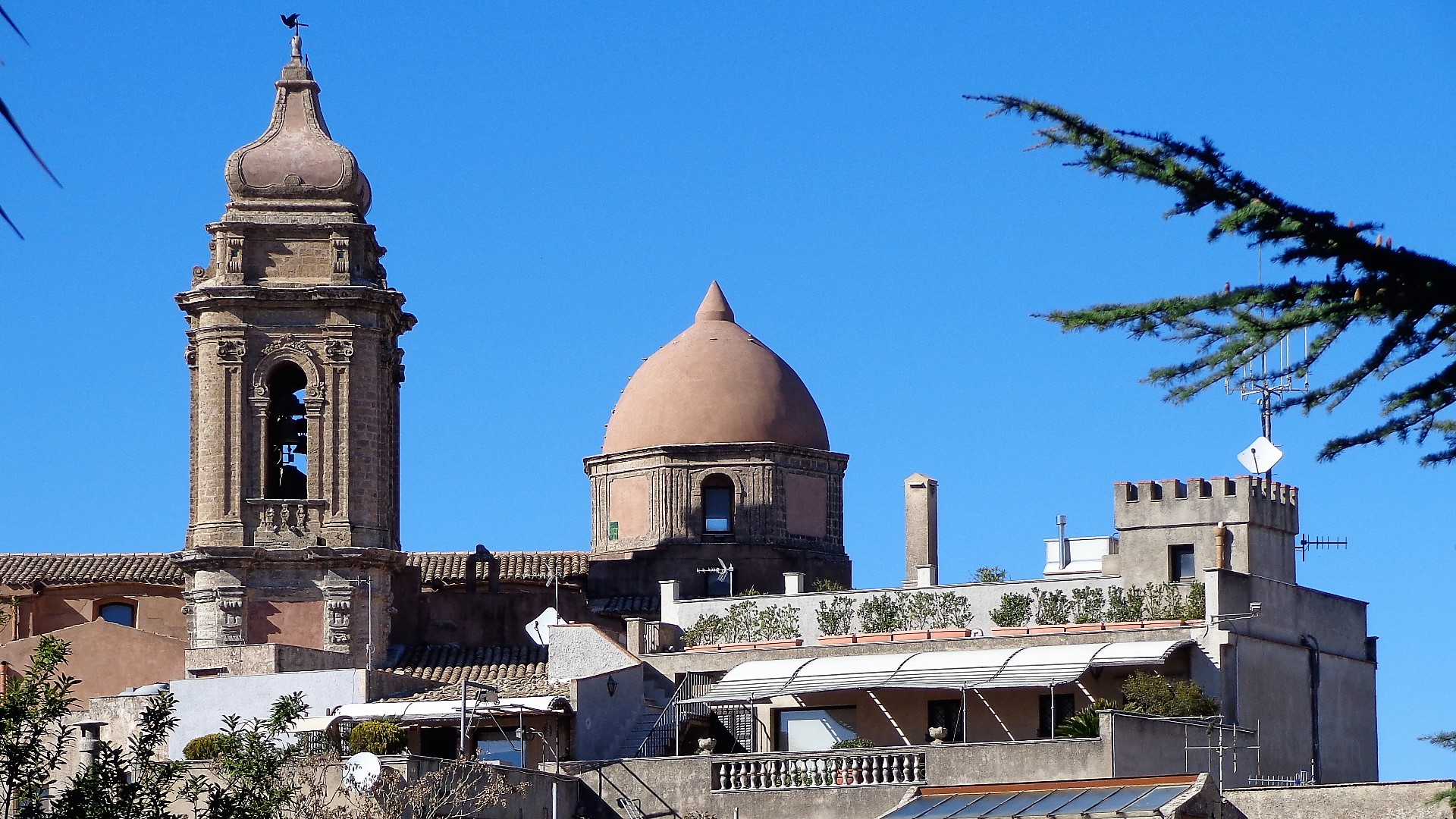
Veduta dal belvedere del Castello.

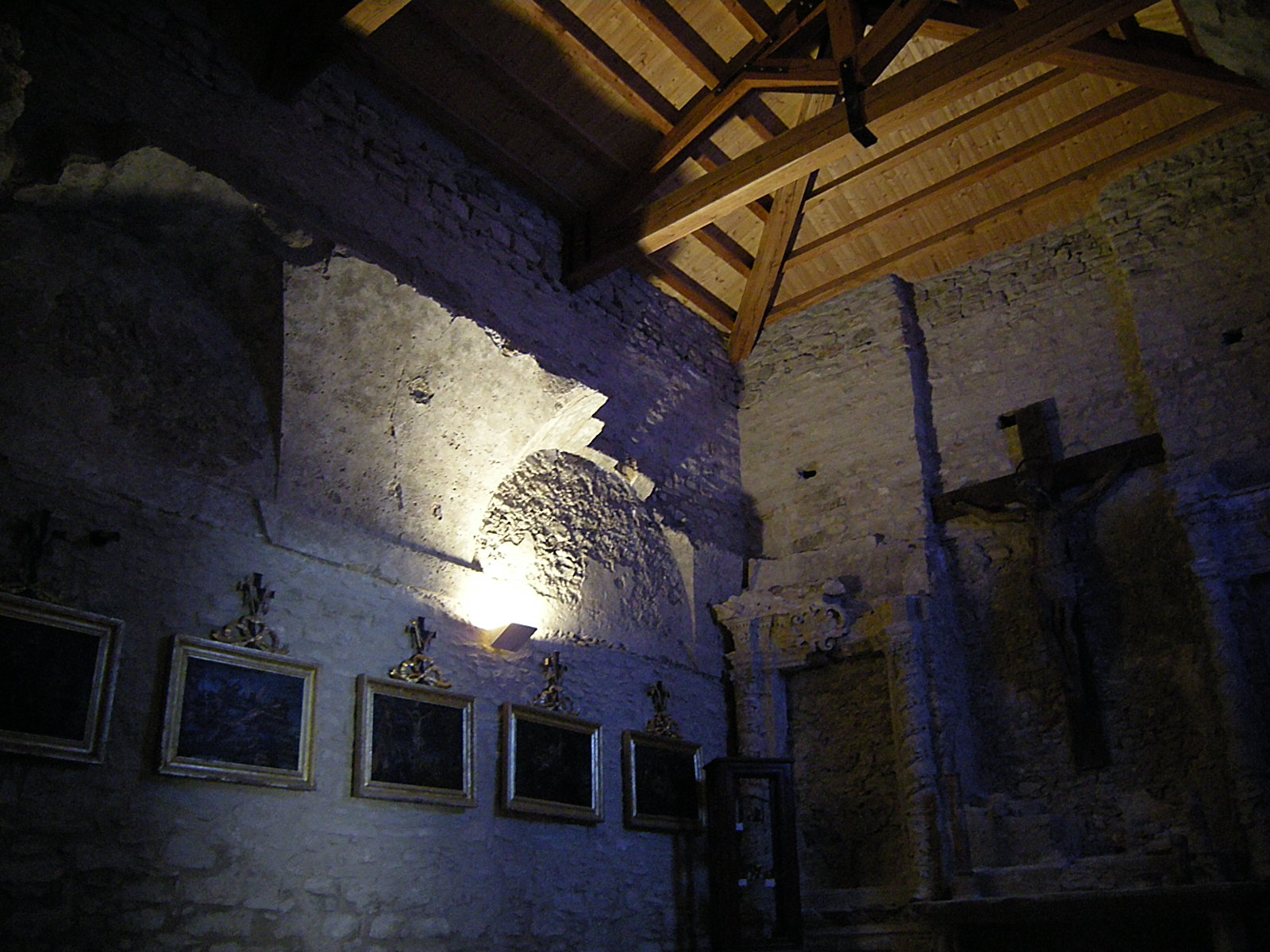
Interno.

## Storia
Il culto del Santo risale al cristianesimo antico del territorio trapanese e verosimilmente già al IV secolo.

### Epoca normanna
Costruita già nell'XI secolo per ordine di Ruggero il Normanno. San Giuliano vi compare nelle raffigurazioni con le sembianze di un guerriero, con la spada ed il falcone. Secondo i racconti, apparve al fianco dei normanni e sconfisse i Musulmani che volevano espugnare Erice. San Giuliano, da allora detto il “liberatore”, divenne protettore della città.
Con i normanni nel 1080 era una piccola chiesa in stile gotico, nel quartiere omonimo.

### Epoca svevo - aragonese
Le strutture accoglievano le assemblee dei cittadini, anche degli ebrei, fino al XIII secolo.
Il tempio è documentato come chiesa primaziale prima del 1308.

### Epoca spagnola
Costruzione bassa con volta a crociera, minacciò il crollo. Fu ricostruita e modificata nel periodo a cavallo tra il 1612 e il 1645 ed abbellita con apparato decorativo in stucco, opera di Pietro dell'Orto (1794), pur tuttavia non mantenendo nulla dell'antico stile.
Ampliata con tre navate e impianto basilicale che conferirono al tempio un aspetto imponente. Il portale esterno è in stile rinascimentale. Il campanile esterno alla chiesa adiacente al fianco destro, con un caratteristico tetto a pagoda, fu realizzato nel 1770. Per lungo tempo religiosi e componenti della famiglia Grimaldi, di origine genovese, ne curarono l'ingrandimento, il restauro e l'abbellimento.

### Epoca contemporanea
A causa del crollo della navata centrale nel 1926 la chiesa fu chiusa al culto fino ai recenti restauri.
Nel 1941, ormai fatiscente, fu privata del titolo parrocchiale. Le suppellettili preziose e i parati furono trasferiti nell'Istituto San Rocco per essere affidati alla custodia delle Suore figlie della carità di San Vincenzo dei Paoli. Lo spopolamento di Erice comportò tuttavia anche la chiusura di questo istituto pertanto l'argenteria e i parati furono trasferiti nel nuovo seminario diocesano di Raganzili.
Avvio di corposi lavori di restauro, riapertura avvenuta il 26 dicembre 2005.
La chiesa ospita i gruppi statuari dei "Misteri di Erice", rappresentanti la morte e la passione di Cristo, in processione ogni Venerdì Santo.

## Interno

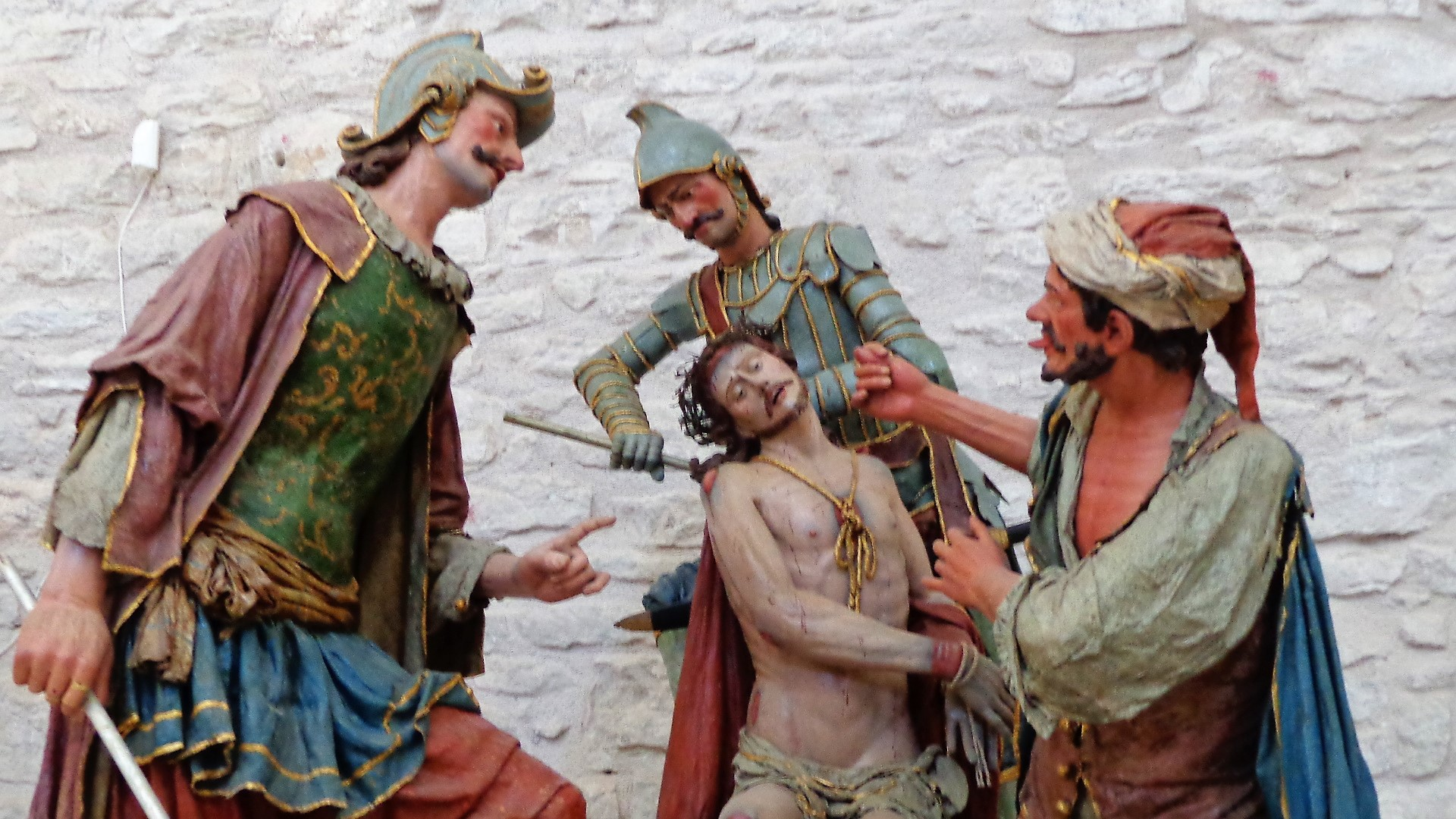
misteri, La coronazione di spine

Impianto basilicale ripartito in tre navate per mezzo di colonne. Lapidi e sepolture marmoree o altro materiale in pietra.

### Navata destra
- 1718, Fonte battesimale, manufatto marmoreo con cupolino ligneo, opera di Leonardo Crivaglia.[9]
- XVIII secolo, Acquasantiera, manufatto marmoreo.[9]
- XVIII secolo, Affresco, dipinto murale raffigurante Sant'Ignazio di Loyola e San Filippo Neri.
- XVII secolo, San Giuseppe con bambino, legno intagliato e policromo, opera di Pietro Orlando.

### Navata sinistra
Lungo la parete sono custoditi i gruppi dei Misteri:
- XVIII secolo, Preghiera di Gesù nell'orto di Getsemani;
- 1760, Flagellazione;
- XVIII secolo, Gesù verso il Calvario;
- XVIII secolo, Incoronazione di Spine;
- XIX secolo, Gesù nell'urna;
- XVI secolo, Crocifisso;
- XVI secolo, Pietà.

### Transetto
- Absidiola destra: Cappella di San Giuliano Martire. Ambiente decorato con apparato in stucco da Pietro dell'Orto nel 1794. La nicchia ospita il simulacro di San Giuliano Martire, legno intagliato e policromo, opera di Pietro Orlando.
- Absidiola sinistra: Cappella dell'Immacolata Concezione. Nella nicchia centrale è collocata la statua in stucco raffigurante l'Immacolata Concezione, opera di Orazio Ferraro, realizzata nel 1605. La stele intermedia del timpano è sormontata da decorazione in stucco con raggiera e angeli adoranti, al centro la figura di Dio Onnipotente.
 "CONFRATES SS.ME CONCEPTIONIS SVMPTIBVS PROPRIIS" - "1605, OPVS HORATH FERRARII".[10]
- Cappellone: catino absidale decorato in stucco con raggiera e angeli adoranti, al centro della composizione delimitata in prospetto da colonne tortili, risalta la figura denominata Cuore di Gesù, opera di Pietro dell'Orto. Nell'edicola il dipinto raffigurante la Madonna del Monte, acrilico su legno, opera di Gaetano Costa del 2003. Alle pareti laterali del presbiterio dello autore, due quadroni - ex-voto.

## Oratorio della Concezione
Ambiente espositivo dedicato alle opere di scultura ed argenteria del XVII, XVIII e XIX secolo.
- XVI secolo, San Giuliano, legno intagliato e policromo.
- 1775, Repositorio, argento sbalzato e cesellato.
- 1785, Cartagloria, argento sbalzato e cesellato.
- ?, Reliquiario, manufatto documentato presso l'Altare di San Michele.[11]

## Congrega dei 33 del Crocifisso
Ambiente espositivo dedicato ai dipinti e sculture del XVII e XVIII secolo.
- 1650, Crocifisso, legno intagliato e dipinto, opera di Matteo Gebbia.
- XVII secolo, Madonna di Custonaci raffigurata tra Sant'Ignazio di Loyola e San Francesco Saverio, olio su tavola, opera d'autore siciliano.

## Sacrestia
Ambiente deputato a mostra di manufatti in ceroplastica applicata a temi sacri.

## Sala
Un ambiente è dedicato all'esposizione di paramenti sacri di varie epoche,

## Feste religiose
- 22 maggio. Festa di San Giuliano Martire Cartaginese.

## Galleria d'immagini
|                    |                       |                 |              |           |            |                  |
| Absidiola sinistra | Immacolata Concezione | Altare maggiore | San Giuliano | Campanile | Crocifisso | La flagellazione |